# Großsteingräber bei Behrensbrook
Die Großsteingräber bei Behrensbrook sind eine Gruppe von fünf megalithischen Grabanlagen der jungsteinzeitlichen Trichterbecherkultur bei Behrensbrook, einem Ortsteil von Neudorf-Bornstein im Kreis Rendsburg-Eckernförde in Schleswig-Holstein. Sie tragen die Sprockhoff-Nummern 99–103. Grab 5 (Sprockhoff-Nummer 103) wird auch als Königsgrab bezeichnet.

## Lage
Die Gräber befinden sich westlich von Behrensbrook in einem Waldstück, direkt an der Gemeindegrenze zu Altenhof. Grab 1 ist das nördlichste. Grab 2 liegt 60 m südlich hiervon, Grab 3 90 m südwestlich und Grab 4 90 m östlich. Grab 5 liegt 100 m südöstlich von Grab 2.
In der näheren Umgebung gibt es zahlreiche weitere Großsteingräber: 1,7 km südsüdwestlich liegt das Großsteingrab Rothenstein, 1,7 km westlich das umgesetzte Großsteingrab Hohenkamp und 1,8 km westlich die Großsteingräber bei Altenhof. 1,2 km südsüdöstlich lagen die zerstörten Großsteingräber bei Neudorf-Bornstein.

## Beschreibung

### Grab 1
Diese Anlage besitzt ein nordwest-südöstlich orientiertes rechteckiges Hünenbett mit einer Länge von 32 m und einer Breite von 6 m. Von der Umfassung sind noch zahlreiche Steine erhalten. Die südwestliche Langseite ist fast vollständig. Die Nordost- und Nordwestseite sind etwas schlechter erhalten und an der Nordostseite fehlen sämtliche Steine. Die Grabkammer liegt etwas westlich der Mitte des Betts. Es handelt sich um einen kleinen, schräg zum Bett gestellten, nordost-südwestlich orientierten erweiterten Dolmen mit einer Länge 1,8 m und einer Breite von 0,7 m. Es sind die beiden Wandsteinpaare an den Langseiten, der südwestliche Abschlussstein und der Deckstein erhalten. Der nordöstliche Abschlussstein fehlt. Der Deckstein hat eine Länge von 2,1 m, eine Breite von 0,7 m und eine Dicke von 0,9 m. Der Zugang zur Kammer befindet sich an der Südwestseite.

### Grab 2
Diese Anlage besitzt ein ost-westlich orientiertes rechteckiges Hünenbett mit einer Länge von 38 m und einer Breite von 6,5 m. Von der Umfassung sind noch zahlreiche Steine erhalten, besonders die Nordseite befindet sich in gutem Zustand. Die Grabkammer liegt im Ostteil des Betts. Es handelt sich um einen nord-südlich orientierten erweiterten Dolmen. Es sind noch zwei Wandsteinpaare an den Langseiten und die beiden Abschlusssteine an den Schmalseiten erhalten. Die Decksteine fehlen. Der südliche Abschlussstein ist 0,6 m tiefer als sein Gegenstück. Hier befand sich somit der Zugang zur Kammer.

### Grab 3
Diese Anlage besitzt ein stark zerstörtes ost-westlich orientiertes rechteckiges Hünenbett mit einer Länge von 67 m und einer Breite von 6 m. Die meisten Umfassungssteine fehlen, nur am westlichen Ende des Betts sind noch einige erhalten. Eine Grube im Ostteil des Betts markiert den Standort der zerstörten Grabkammer. Darin liegen drei Steine, von denen unklar ist, ob sie zur Kammer oder zur Umfassung gehören. Maße und Typ der Kammer lassen sich nicht mehr bestimmen.

### Grab 4
Diese schlecht erhaltene Anlage besitzt ein ost-westlich orientiertes Hünenbett mit einer Länge von etwa 17 m und einer Breite von etwa 6 m. Darauf liegen verstreut mehrere Steine, die keine Rückschlüsse auf das ursprüngliche Aussehen der Anlage zulassen.

### Grab 5
Diese Anlage besitzt ein annähernd nord-südlich orientiertes Hünenbett mit einer Länge von mindestens 17 m und einer Breite von etwa 5 m. Mehrere Umfassungssteine liegen verstreut umher. Eine Grabkammer ist nicht zu erkennen.